# Das (Girona)
Das is een gemeente in de Spaanse provincie Girona in de regio Catalonië met een oppervlakte van 15 km². Das telt 215 inwoners (1 januari 2016).

## Demografische ontwikkeling
Bron: INE, 1857-2011: volkstellingen
Opm.: In 1857 werd de gemeente Sanabastre aangehecht